# Leopold von Ranke
Franz Leopold Ranke, od 1865 Leopold von Ranke (* 21. december 1795, Wiehe; † 23. maj 1886, Berlin), je bil nemški zgodovinar, zgodovinopisec Prusije in drugih dežel, visokošolski predavatelj in tajni svetovalec pruskega kralja.

## Življenjepis
Ranke se je rodil v Wiehu, ki je bil tedaj v volilni kneževini Saški. Njegov oče je bil luteranski pastor. Vzgojo je prejel deloma doma, deloma v schulpfortski gimnaziji. V mladosti je vzljubil klasično grščino in latinščino, kakor tudi luteransko skupnost. 1814 je vstopil na Univerzo v Leipzigu, , kjer je študiral klasiko in luteransko teologijo. Tam je postal izvedenec za filologijo in prevajanje antičnih avtorjev v nemščino. Njegov učitelj je bil Hermann. Kot študent je cenil Tukidida, Livija, Goetheja, Kanta, Fichteja, Schellinga in Schlegla. Niso ga mikali sodobni zgodovinarji, ker ni bil zadovoljen z njihovim načinom, ki je samo kopičil dogodke brez razčlenjevanja, ocenjevanja in povezovanja. 

## Znanstveno obravnavanje prvotnih virov

### Rankejev pogled na zgodovino
Njegovo prvo delo, Zgodovina romanskih in germanskih narodov od 1494 do 1535, ki je izšla 1824, mu je pridobila ugled zaradi strogo znanstvene metode, ki jo je uporabljal. Na ta način je pokazal s prstom na celo vrsto napak pri prejšnjih zgodovinskih delih. Svoje raziskovanje je nadaljeval po bogatih arhivih v Italiji in Nemčiji, ter tako dal na svetlo dela, ki so veličastno obnavljala zgodovinska obdobja. 

Bil je največji nemški zgodovinar 19. stoletja, ki je utemeljil metodo, ki bo prevladovala u uradni zgodovini vse do šestdesetih let 20. stoletja. Pozornost na dokumentarne vire, skrbno preučevanje dogodkov na temelju virov in kritika glede na pozitivistične in hegelovske poglede bodo njegova uspešna orodja. Bil je prepričan, da metodična znanost ima nalogo pokazati dogodke take kot so se pravzaprav zgodili, ne glede na lastne razlage in mnenja. 

Znal je biti kritičen v soočenju s filozofijo zgodovine, zlasti pa do enostranske Heglove razlage, ki je izključevala človeški dejavnik v zgodovini in jo tako zožila le na razodevanje ideje v vidnem svetu ter zgodovinskem toku, ko naj bi se končno popolnoma izrazila sama zamisel. 

Ranke pa se je protrudil preiti s področja idej na področje dejstev, ki so med seboj logično povezana. Po svoji imanentni zvezi ideja ni zmožna povezave z dogodki, kakor tudi v razumevanju zgodovine ni mogoče preiti iz posameznega pojava k splošni ideji.

Vsaka doba ima svoje posebne norme in vrednote, vzpostavlja svojski, neposreden odnos do najvišjih kategorij; ali kot je nekoč izrekel eden izmed vodilnih zastopnikov tako imenovane historične šole, nemški zgodovinar Leopold von Ranke
| Die Geschichte | Zgodovina |
| --- | --- |
| »Jede Epoche ist unmittelbar zu Gott, und ihr Wert beruht gar nicht auf dem, was aus ihr hervorgeht, sondern in ihrer Existenz selbst, in ihrem Eignenen selbst.« | »Vsaka doba je v neposrednem odnosu do Boga; njena vrednost pač ne obstaja v tem, kar iz nje izhaja, ampak v samem njenem bivanju, v njenem lastnem obstoju.« |

### Ranke: Orispapeža Pavla IV.
Acton je omalovaževal Rankeja kot človeka, ki je bil čisto zakopan v  arhive; suhoparneža brez zamisli. Heine ga je zavračal kot navadnega podobarja miniatur. Rankejev bralec pa lahko dobi čisto nasprotno mnenje; lahko zares opazi celo to, da je bil njegov slog zgodovinskega pisatelja pravzaprav preveč barvit, preveč napet (dramatic), preveč prežet z velikimi zamislimi. Tukaj podajamo izvleček kot pripomoček, da si o zadevi lahko ustvari človek svoje lastno mnenje.

Izvleček je iz vseobsežnega in takorekoč posmehljivega orisa Giovannija Pietra Carafa, papeža Pavla IV.. To delo je Rankeju prineslo mednaroden sloves. V njem je skoval, da ne govorimo o drugih velikih zamislih, izraz proti-reformacija. Prevod temelji na tistem od Rogerja Winesa, Leopold von Ranke: Skrivnost svetovne zgodovine (The Secret of World History 1981), ki povzema tistega od Elizabeth Foster, Ranke: Rimski papeži (The Popes of Rome 1847); prevod se je pojavil nedolgo po izidu nemškega izvirnika. Že s samim svojim pojavom dokazuje mednarodno zanimanje, ki ga je zbudilo Rankejevo delo. To je bilo prvič, da so papeštvo obravnavali na nepristranski način, kot svojstveno silo v zgodovini. Podajmo oris Pavla IV. v njegovem odločilnem trenutku: 

Njegovo sovraštvo do Špancev, in upanje, da bo postal osvoboditelj Italije, sta porinila celo Pavla IV. v načrte in dejanja skrajno posvetna; vodila sta ga do obdarovanja svojih sorodnikov s cerkvenimi deželami; povzročila sta povzdignjenje zgolj vojaških osebnosti do upravljanja čisto cerkvenih zadev; sta ga strmoglavila v nepomirljive spore in krvoločne sovražnosti. Dogodki so ga prisilili, da se je poslovil od tistega upanja in potlačil sovraštvo; na tej stopnji so se mu oči postopoma odpirale, da je uvidel grajevrednost take svoje usmeritve. Zoper te žaljivce – po bolečem spopadu s samim seboj – je prevladal Pavel in njegov strogi čut za pravico. Sedaj je začel vladati na način, ki so ga od njega najprej pričakovali. Z vihravo močjo, ki jo je poprej razvil v svojih sovražnostih in vojnah, se je vrnil k obnovi Države, in nadvse, k obnovi Cerkve. 

Vse posvetne službe, od najvišjih do najnižjih, so prešle v druge roke. Obstoječi župani in upravniki so zgubili svoje položaje; način, na katerega se je to godilo, je bil nekaj čisto edinstvenega. V Perugii na primer, je na novo imenovani upravnik prispel ponoči in ne da bi počakal svitanja, sklical starešine (anziani), pokazal svoja pooblastila, in jim takoj zapovedal, naj zaprejo prejšega upravnika, ki je bil navzoč. Ne pomni se, kateri papež je vladal brez nepotizma; Pavel IV. se tega ni držal. Položaje, ki so jih imeli v lasti doslej njegovi sorodniki, je podaril kardinalu Carpiju, Camillu Orsiniju , ki je imel že prej veliko oblast pod Pavlom III., in drugim. Pavel IV. ni zamenjal le oseb, ampak je popolnoma zamenjal način in značaj uprave. Uvedel je pomembne varčevalne ukrepe, in sorazmerno zmanjšal takse in prispevke. Dnevno je zahteval poročilo od upravnika. Javna opravila je izvajal z veliko pazljivostjo in ni trpel, da bi ostala kakršnakoli prejšnja zloraba.
Ne glede na zmedo, ki je vladala v zgodnjem delu njegovoega papeževanja, ni Pavel IV. nikoli izgubil iz vida svojih prenoviteljskih načrtov; zdaj se jih je lotil z najbolj resno gorečnostjo in nevideno pazljivostjo. V cerkve je uvedel strožji red. Prepovedal je kakršnokoli beračenje. Celo miloščino za maše, ki jo je prej pobirala duhovščina, je odpravil; podobe, katerih vsebina ni bila primerna za cerkev, je odstranil. V njegovo čast so skovali svetinjo, ki je predstavljala Kristusa, ki izganja menjalce iz templja. Menihe, ki so živeli zunaj samostana (pohajače), je izgnal iz mesta in iz Papeške države. Papeški dvor se je pridružil rednim postom; zapovedal jim je, da morajo Veliko noč obhajati s prejemom svetega obhajila. Škrlatnike je prisilil, da so morali občasno pridigati; Pavel sam je pridigal. Kolikor je najbolj mogel, je odpravil dobičkanosne kurijske zlorabe. Ni dal soglasja k praksi, da en človek uživa nadarbino, svoje dolžnosti pa za beraško ceno prepusti drugemu. 

Ni minil dan, kot se je sam hvalil, a da ni izdal kakega odloka v svrho prenove Cerkve k njeni izvirni čistosti. Mnogo njegovih določb in odlokov je pozneje prevzel tudi Tridentinski koncil. To je počel, kot je bilo pričakovati, z vso njemu lastno neupogljivo naravo. 

Nad vse druge ustanove pa je podpiral Izsledništvo (Inkvizicijo), ki jo je on sam preuredil. Dovolil je, da so dnevi določeni za segnaturo in konsistorij minili neopazno; nikoli pa ni opustil četrtka, ko je zasedal izsledniški odbor (Congregation of Inquisition) v njegovi navzočnosti. Želel je, da naj ta odbor izvaja svoja pooblastila s skrajno strogostjo. Ni dovolil nikakršnega obzira do oseb. Pred sodišče so bili poklicani najodličnejši plemenitaši; celo kardinala kot sta bila Morone in Focsherari, je dal vreči v ječo, ker je podvomil v njuno pravovernost, čeprav sta prav onadva raziskovala pravovernost v knjigah duhovnih vaj Ignacija Lojolskega. Prav Pavel IV. je uvedel praznik svetega Dominika v čast velikega inkvizitorja. 

Taka toga ostrost in najstrožja gorečnost za obnovo prvotnih navad sta postali vodilni silnici papeževanja. Zdi se, ko da je Pavel IV. popolnoma pozabil na svojo preteklost zaradi idej, ki so ga sedaj zaposlovale. Živel je in izvajal svoje reforme in svojo inkvizicijo, izdajal zakone, zapiral, izobčeval in zahteval priznanja veroizpovedi; te zadeve so izpolnjevale njegovo življenje. 

Jasno je, da so prejšnji spori med papeštvom in španskim cesarstvom prispevali bolj kot katerakoli stvar k utrditvi protestantizma v Nemčiji. Ko je Pavel IV. zasedel papeški prestol, je imel jasen pogled na pereče zadeve. Njegovi prvi napori naj bi se obrnili k obnovi miru; toda z vso zaslepljeno strastjo se je namesto tega zagnal v upor; v svojih posledicah je to na koncu privedlo do tega, da je s svojo zaletavo gorečnostjo nehote bolj podpiral širjenje protestantizma kot katerikoli od njegovih predhodnikov. 

## Izbrana dela
- Geschichte der romanischen und germanischen Völker von 1494 bis 1514 ("Zgodovina romanskih in germanskih ljudstev od 1494 do 1514", 1824)
- Serbische Revolution ("Srbska vstaja", 1829)
- Fürsten und Völker von Süd-Europa im sechzehnten und siebzehnten Jahrhundert ("Vladarji in ljudstva Južne Evrope v 16. In 17. stoletju") [16]
- Die römischen Päpste in den letzen vier Jahrhunderten ("Rimski papeži v zadnjih štirih stoletjih", 1834–1836)
- Neun Bücher preussischer Geschichte (Devet knjig pruske zgodovine, 1847–1848)
- Französische Geschichte, vornehmlich im sechzehnten und siebzehnten Jahrhundert (Francoska zgodovina v 16. in 17. stoletju, 1852–1861)
- Die deutschen Mächte und der Fürstenbund ("Nemške vlade in knežja zveza", 1871–1872)
- Ursprung und Beginn der Revolutionskriege 1791 und 1792 (Izvor in začetek prevratnih vojn 1791 in 1792, 1875)
- Hardenberg und die Geschichte des preussischen Staates von 1793 bis 1813 (Hardenberg in zgodovina pruske države od 1793 do 1813, 1877)
- Weltgeschichte - Die Römische Republik und ihre Weltherrschaft (Svetovna zgodovina:  Rimska republika in njeno svetovno vladanje, 2 zvezka, 1886)